# MBC Newsdesk
MBC Newsdesk (Hangul: MBC 뉴스데스크) là chương trình thời sự do đài truyền hình công cộng Munhwa Broadcasting Corporation (MBC) sản xuất. Phát sóng lần đầu tiên vào ngày 5 tháng 10 năm 1970.

## Lịch sử
Bản tin thời sự ra mắt vào ngày 5 tháng 10 năm 1970 với tên gọi MBC 뉴우스데스크 theo như quy tắc chính tả tại thời điểm đó. Đến năm 1976, chương trình được đổi tên thành MBC News Scene (MBC 뉴스의 現場) trước khi quay trở lại tên gọi ban đầu vào năm 1980, lần này là MBC 뉴스데스크.
| Năm  | Ngày        | Lịch phát sóng             | Thời lượng phát sóng                                                                                  | Tiêu đề                                                                                 | Ghi chú |
| ---- | ----------- | -------------------------- | --- | --------------------------------------------------------------------------------------- | --- |
| 1970 | 5 tháng 10  | Cuối tuần                  | 22:30-22:55                                                                                           | MBC Newsdesk (MBC 뉴우스데스크)                                                         | Lần đầu tiên lên sóng với tên chương trình như ở thời điểm hiện tại; cũng là bản tin hàng đầu đầu tiên của một đài phát thanh công cộng |
| 1971 | 7 tháng 2   | Cuối tuần                  | 22:00-22:30                                                                                           | MBC Newsdesk (MBC 뉴우스데스크)                                                         | Thay đổi thời gian phát sóng |
| 1971 | 1 tháng 3   | Cuối tuần                  | 22:00-22:20                                                                                           | MBC Newsdesk (MBC 뉴우스데스크)                                                         | Tăng thời lượng phát sóng |
| 1971 | 2 tháng 9   | Thứ 2 − Thứ 6              | 22:00-22:30                                                                                           | MBC Newsdesk (MBC 뉴우스데스크)                                                         | Tăng thời lượng phát sóng |
| 1971 | 4 tháng 10  | Cuối tuần                  | 22:00-22:25                                                                                           | MBC Newsdesk (MBC 뉴우스데스크)                                                         | Tăng thời lượng phát sóng |
| 1972 | 30 tháng 10 | Cuối tuần                  | 22:00-22:30                                                                                           | MBC Newsdesk (MBC 뉴우스데스크)                                                         | Giảm thời lượng phát sóng |
| 1974 | 2 tháng 11  | Cuối tuần, Chủ Nhật        | 22:00-22:30 (các ngày trong tuần) 21:40-21:55 (Chủ Nhật)                                              | MBC Newsdesk (MBC 뉴우스데스크) (các ngày trong tuần) MBC Comprehensive News (Chủ Nhật) | Một chương trình thời sự riêng vào ngày Chủ Nhật                                                                                        |
| 1975 | 6 tháng 1   | Cuối tuần, Chủ Nhật        | 22:00-22:30 (các ngày trong tuần) 21:35-21:55 (Chủ Nhật)                                              | MBC Newsdesk (MBC 뉴우스데스크)                                                         | Hợp nhất với Comprehensive News |
| 1975 | 7 tháng 4   | Tất cả các ngày trong tuần | 22:00-22:30 (các ngày trong tuần) 22:05-22:55 (Thứ 7) 21:35-21:55 (Chủ Nhật)                          | MBC Newsdesk (MBC 뉴우스데스크)                                                         | Tăng thời lượng phát sóng |
| 1975 | 13 tháng 10 | Tất cả các ngày trong tuần | 22:00-22:30 (các ngày trong tuần) 22:00-22:20 (Thứ 7) 21:35-21:55 (Chủ Nhật)                          | MBC Newsdesk (MBC 뉴우스데스크)                                                         | Thay đổi thời gian phát sóng vào ngày thứ 7                                                                                             |
| 1976 | 12 tháng 4  | Tất cả các ngày trong tuần | 21:00-21:25 (Cuối tuần, Saturdays) 21:25-21:45 (Chủ Nhật)                                             | MBC Newsdesk (MBC 뉴우스데스크)                                                         | Thay đổi thời gian phát sóng vào ngày thứ 2 − thứ 6                                                                                     |
| 1976 | 26 tháng 4  | Tất cả các ngày trong tuần | 21:00-21:25 (Cuối tuần, Saturdays) 21:25-21:45 (Chủ Nhật)                                             | MBC News Scene                                                                          | Đổi tên chương trình |
| 1976 | 18 tháng 10 | Tất cả các ngày trong tuần | 21:00-21:25 (các ngày trong tuần) 21:30-21:50 (cuối tuần)                                             | MBC News Scene                                                                          | Thay đổi thời gian phát sóng vào cuối tuần                                                                                              |
| 1977 | 18 tháng 4  | Tất cả các ngày trong tuần | 21:00-21:30 (các ngày trong tuần) 21:30-21:50 (cuối tuần)                                             | MBC News Scene                                                                          | Tăng thời lượng phát sóng vào các ngày trong tuần                                                                                       |
| 1978 | 16 tháng 10 | Tất cả các ngày trong tuần | 21:00-21:30 (các ngày trong tuần) 21:00-21:20 (cuối tuần)                                             | MBC News Scene                                                                          | Thay đổi thời gian phát sóng vào cuối tuần                                                                                              |
| 1980 | 3 tháng 3   | Tất cả các ngày trong tuần | 21:00-21:35 (các ngày trong tuần) 21:00-21:20 (cuối tuần)                                             | MBC News Scene                                                                          | Tăng thời lượng phát sóng vào các ngày trong tuần                                                                                       |
| 1980 | 2 tháng 9   | Tất cả các ngày trong tuần | 21:00-21:40 (các ngày trong tuần) 21:00-21:20 (cuối tuần)                                             | MBC News Scene                                                                          | Tăng thời lượng phát sóng vào các ngày trong tuần                                                                                       |
| 1980 | 15 tháng 12 | Tất cả các ngày trong tuần | 21:00-21:35 (các ngày trong tuần) 21:00-21:20 (cuối tuần)                                             | MBC Newsdesk (MBC 뉴스데스크)                                                           | Đổi về tên gọi ban đầu của chương trình                                                                                                 |
| 1981 | 15 tháng 3  | Tất cả các ngày trong tuần | 21:00-21:35 (Thứ 2 − Thứ 7) 21:00-22:00 (Chủ Nhật)                                                    | MBC Newsdesk (MBC 뉴스데스크) MBC News Center (Chủ Nhật)                                | Một chương trình thời sự riêng vào ngày Chủ Nhật                                                                                        |
| 1981 | 30 tháng 9  | Tất cả các ngày trong tuần | 21:00-21:40 (các ngày trong tuần) 21:00-21:35 (Thứ 7) 21:00-22:00 (Chủ Nhật)                          | MBC Newsdesk (MBC 뉴스데스크) MBC News Center (Chủ Nhật)                                | Tăng thời lượng phát sóng vào các ngày trong tuần                                                                                       |
| 1982 | 18 tháng 10 | Tất cả các ngày trong tuần | 21:00-21:40 (các ngày trong tuần) 21:00-21:30 (Thứ 7) 21:00-22:00 (Chủ Nhật)                          | MBC Newsdesk (MBC 뉴스데스크) MBC News Center (Chủ Nhật)                                | Giảm thời lượng phát sóng vào ngày thứ 7                                                                                                |
| 1984 | 10 tháng 4  | Tất cả các ngày trong tuần | 21:00-21:40 (các ngày trong tuần) 21:00-21:30 (Thứ 7) 21:00-21:50 (Chủ Nhật)                          | MBC Newsdesk (MBC 뉴스데스크) MBC News Center (Chủ Nhật)                                | Giảm thời lượng phát sóng vào ngày Chủ Nhật                                                                                             |
| 1984 | 22 tháng 10 | Tất cả các ngày trong tuần | 21:00-21:40 (các ngày trong tuần) 21:00-21:30 (cuối tuần)                                             | MBC Newsdesk (MBC 뉴스데스크)                                                           | Hợp nhất với News Center |
| 1985 | 4 tháng 3   | Tất cả các ngày trong tuần | 21:00-21:45 (các ngày trong tuần) 21:00-21:30 (cuối tuần)                                             | MBC Newsdesk (MBC 뉴스데스크)                                                           | Tăng thời lượng phát sóng vào các ngày trong tuần                                                                                       |
| 1987 | 4 tháng 5   | Tất cả các ngày trong tuần | 21:00-21:50 (các ngày trong tuần) 21:00-21:30 (cuối tuần)                                             | MBC Newsdesk (MBC 뉴스데스크)                                                           | Tăng thời lượng phát sóng vào các ngày trong tuần                                                                                       |
| 1988 | 9 tháng 5   | Tất cả các ngày trong tuần | 21:00-21:50 (các ngày trong tuần) 21:00-21:25 (cuối tuần)                                             | MBC Newsdesk (MBC 뉴스데스크)                                                           | Giảm thời lượng phát sóng vào cuối tuần                                                                                                 |
| 1989 | 24 tháng 4  | Tất cả các ngày trong tuần | 21:00-21:45 (các ngày trong tuần)                                                                     | MBC Newsdesk (MBC 뉴스데스크) (Thứ 2 − Thứ 7) MBC News Center (Chủ Nhật)                | Một chương trình thời sự riêng vào ngày Chủ Nhật                                                                                        |
| 1989 | 30 tháng 10 | Tất cả các ngày trong tuần | 21:00-21:40 (các ngày trong tuần) 21:00-21:25 (cuối tuần)                                             | MBC Newsdesk (MBC 뉴스데스크)                                                           | Hợp nhất với News Center |
| 1990 | 28 tháng 4  | Tất cả các ngày trong tuần | 21:00-21:50 (các ngày trong tuần) 21:00-21:25 (cuối tuần)                                             | MBC Newsdesk (MBC 뉴스데스크)                                                           | Tăng thời lượng phát sóng vào các ngày trong tuần                                                                                       |
| 1991 | 21 tháng 4  | Tất cả các ngày trong tuần | 21:00-21:50 (Cuối tuần, Chủ Nhật) 21:00-21:25 (Thứ 7)                                                 | MBC Newsdesk (MBC 뉴스데스크) (Thứ 2 − Thứ 7) MBC News Center (Chủ Nhật)                | Một chương trình thời sự riêng vào ngày Chủ Nhật                                                                                        |
| 1991 | 2 tháng 10  | Tất cả các ngày trong tuần | 21:00-21:45 (các ngày trong tuần) 21:00-21:30 (Thứ 7) 21:00-21:50 (Chủ Nhật)                          | MBC Newsdesk (MBC 뉴스데스크) (Thứ 2 − Thứ 7) MBC News Center (Chủ Nhật)                | Giảm thời lượng phát sóng vào ngày cuối tuần, tăng thời lượng vào ngày thứ 7                                                            |
| 1993 | 3 tháng 5   | Tất cả các ngày trong tuần | 21:00-21:45 (các ngày trong tuần) 21:00-21:30 (Thứ 7) 21:00-21:40 (Chủ Nhật)                          | MBC Newsdesk (MBC 뉴스데스크) (Thứ 2 − Thứ 7) MBC News Center (Chủ Nhật)                | Giảm thời lượng phát sóng vào ngày Chủ Nhật                                                                                             |
| 1993 | 18 tháng 10 | Tất cả các ngày trong tuần | 21:00-21:45 (các ngày trong tuần) 21:00-21:40 (cuối tuần)                                             | MBC Newsdesk (MBC 뉴스데스크)                                                           | Hợp nhất với News Center |
| 1994 | 21 tháng 2  | Tất cả các ngày trong tuần | 21:00-21:45 (các ngày trong tuần) 21:00-21:30 (cuối tuần)                                             | MBC Newsdesk (MBC 뉴스데스크)                                                           | Giảm thời lượng phát sóng vào cuối tuần                                                                                                 |
| 1996 | 16 tháng 1  | Tất cả các ngày trong tuần | 21:00-21:45 (các ngày trong tuần) 21:00-21:35 (cuối tuần)                                             | MBC Newsdesk (MBC 뉴스데스크)                                                           | Tăng thời lượng phát sóng vào các ngày trong tuần                                                                                       |
| 1996 | 5 tháng 3   | Tất cả các ngày trong tuần | 21:00-21:45 (các ngày trong tuần) 21:00-21:30 (cuối tuần)                                             | MBC Newsdesk (MBC 뉴스데스크)                                                           | Giảm thời lượng phát sóng vào cuối tuần                                                                                                 |
| 1997 | 6 tháng 1   | Tất cả các ngày trong tuần | 21:00-21:50 (các ngày trong tuần) 21:00-21:30 (cuối tuần)                                             | MBC Newsdesk (MBC 뉴스데스크)                                                           | Tăng thời lượng phát sóng vào các ngày trong tuần                                                                                       |
| 1998 | 20 tháng 7  | Tất cả các ngày trong tuần | 21:00-21:50 (các ngày trong tuần) 21:00-21:35 (cuối tuần)                                             | MBC Newsdesk (MBC 뉴스데스크)                                                           | Tăng thời lượng phát sóng vào cuối tuần                                                                                                 |
| 1999 | 17 tháng 5  | Tất cả các ngày trong tuần | 21:00-21:50 (các ngày trong tuần) 21:00-21:40 (cuối tuần)                                             | MBC Newsdesk (MBC 뉴스데스크)                                                           | Tăng thời lượng phát sóng vào cuối tuần                                                                                                 |
| 2001 | 5 tháng 2   | Tất cả các ngày trong tuần | 21:00-21:55 (các ngày trong tuần) 21:00-21:40 (cuối tuần)                                             | MBC Newsdesk (MBC 뉴스데스크)                                                           | Tăng thời lượng phát sóng vào các ngày trong tuần                                                                                       |
| 2005 | 25 tháng 4  | Tất cả các ngày trong tuần | 21:00-21:55 (các ngày trong tuần) 21:00-21:35 (cuối tuần)                                             | MBC Newsdesk (MBC 뉴스데스크)                                                           | Giảm thời lượng phát sóng vào cuối tuần                                                                                                 |
| 2008 | 26 tháng 5  | Tất cả các ngày trong tuần | 21:00-21:55 (các ngày trong tuần) 21:00-21:40 (cuối tuần)                                             | MBC Newsdesk (MBC 뉴스데스크)                                                           | Tăng thời lượng phát sóng vào cuối tuần                                                                                                 |
| 2010 | 1 tháng 11  | Tất cả các ngày trong tuần | 21:00-21:55 (các ngày trong tuần) 20:00-20:45 (cuối tuần)                                             | MBC Newsdesk (MBC 뉴스데스크)                                                           | Thay đổi thời gian phát sóng vào cuối tuần                                                                                              |
| 2012 | 5 tháng 11  | Tất cả các ngày trong tuần | 20:00-20:55 (các ngày trong tuần) 20:00-20:45 (cuối tuần)                                             | MBC Newsdesk (MBC 뉴스데스크)                                                           | Thay đổi thời gian phát sóng vào các ngày trong tuần                                                                                    |
| 2017 | 8 tháng 12  | Tất cả các ngày trong tuần | 20:00-20:35 (các ngày trong tuần) 20:00-20:30 (cuối tuần)                                             | MBC News                                                                                | Thời kỳ tái cấu trúc (cuộc đình công của MBC)                                                                                           |
| 2017 | 26 tháng 12 | Tất cả các ngày trong tuần | 20:00-20:55 (cuối tuần) 20:00-20:35 (cuối tuần)                                                       | MBC Newsdesk (MBC 뉴스데스크)                                                           | Đợt tái cấu trúc lớn |
| 2018 | 31 tháng 3  | Tất cả các ngày trong tuần | 20:00-20:55 (các ngày trong tuần) 20:00-20:45 (cuối tuần)                                             | MBC Newsdesk (MBC 뉴스데스크)                                                           | Giảm thời lượng phát sóng vào cuối tuần                                                                                                 |
| 2018 | 21 tháng 9  | Tất cả các ngày trong tuần | 20:00-20:55 (Thứ 2 − Thứ 5) 20:00-20:50 (Thứ 6) 20:00-20:45 (Cuối tuần và các ngày lễ)                | MBC Newsdesk (MBC 뉴스데스크)                                                           | Giảm thời lượng phát sóng vào ngày thứ 6                                                                                                |
| 2019 | 18 tháng 3  | Tất cả các ngày trong tuần | 19:30-20:55 (Thứ 2 − Thứ 5) 19:30-20:30 (Thứ 6 và ngày lễ) 20:00-20:45 (cuối tuần)                    | MBC Newsdesk (MBC 뉴스데스크)                                                           | Đợt tái cấu trúc lớn |
| 2020 | 25 tháng 3  | Tất cả các ngày trong tuần | 19:35-20:55 (Thứ 2 − Thứ 5) 19:35-20:30 (Thứ 6 và ngày lễ) 20:00-20:45 (cuối tuần)                    | MBC Newsdesk (MBC 뉴스데스크)                                                           | Giảm thời lượng phát sóng vào ngày cuối tuần                                                                                            |
| 2020 | 31 tháng 5  | Tất cả các ngày trong tuần | 19:35-20:55 (Thứ 2 − Thứ 5) 19:35-20:30 (Thứ 6 và ngày lễ) 20:00-20:45 (Thứ 7) 20:00-20:25 (Chủ Nhật) | MBC Newsdesk (MBC 뉴스데스크)                                                           | Giảm thời lượng phát sóng vào ngày Chủ Nhật                                                                                             |
| 2020 | 29 tháng 6  | Tất cả các ngày trong tuần | 19:55-21:30 (Thứ 2 − Thứ 5) 19:55-20:50 (Thứ 6 và ngày lễ) 20:00-20:45 (Thứ 7) 20:00-20:25 (Chủ Nhật) | MBC Newsdesk (MBC 뉴스데스크)                                                           | Tái cấu trúc |
| 2020 | 14 tháng 9  | Tất cả các ngày trong tuần | 19:50-21:20 (Thứ 2 − Thứ 5) 19:50-21:45 (Thứ 6 và ngày lễ) 19:55-20:45 (Thứ 7) 19:55-20:25 (Chủ Nhật) | MBC Newsdesk (MBC 뉴스데스크)                                                           | Thay đổi thời gian phát sóng vào các ngày trong tuần                                                                                    |

## Người dẫn chương trình

### Các ngày trong tuần
| Tên                    | Khoảng thời gian | Ghi chú |
| ---------------------- | --- | --- |
| Park Geun-sook 박근숙  | Đầu những năm thập niên 1970 | Trong chương trình đặc biệt kỷ niệm 40 năm của bản tin, người dẫn chương trình Kim Yong-man đã giới thiệu ông là người dẫn chương trình tin tức đầu tiên của Hàn Quốc. Ông đã dẫn bản tin đầu tiên được lên sóng vào ngày 5 tháng 10 năm 1970. |
| Kim Ki-joo 김기주      | 1970 | |
| Kwak No-hwan 곽노환    | 1970 | |
| Kim Chang-shik 김창식  | 1970 | |
| Hyung Jin-han 형진한   | 1970 | |
| Lee Eun-myung 이은명   | 1970 | |
| Lee Young-ik 이영익    | 1970 | |
| Kim Ki-do 김기도       | 1970 | |
| Ha Soon-bong 하순봉    | Cuối những năm thập niên 1970—1980 | |
| Jung Byung-soo 정병수  | Cuối những năm thập niên 1970 đến năm 1981 | He also hosted Laida 11, MBC's premier current affairs program at the time. |
| Lee Deuk-ryul 이득렬   | 1974 – 30 tháng 4 năm 1987 | He and Uhm Ki-young are the longest-serving anchors of the show. |
| Kang Sung-goo 강성구   | 1 tháng 5 năm 1987 – 4 tháng 11 năm 1988 | Người ta nhớ đến ông nhiều nhất thông qua sự cố "con bọ trong tai" xảy ra trong thời gian ông đảm nhiệm công việc. |
| Choo Sung-choon 추성춘 | As weekend main anchor: June 3, 1989—August 26, 1989 As weekday main anchor: November 7, 1988—September 15, 1989                                 | He was a former correspondent based in Tokyo and Paris. |
| Lee In-yong 이인용     | November 11, 1996—October 27, 2000 | He is known for anchoring during the most depressing period in Korean history, the 1997 Asian financial crisis |
| Kwon Jae-hong 권재홍   | As weekend main anchor: November 16, 1996—May 7, 2000 As weekday main anchor: October 30, 2000—December 31, 2001 April 5, 2010—November 15, 2013 | |
| Uhm Ki-young 엄기영    | October 9, 1989—November 8, 1996 January 1, 2002—February 1, 2008                                                                                | He and Lee Deuk-ryul are the longest-serving anchors of the show. |
| Kim Sung-soo 김성수    | February 4, 2008—March 21, 2008 | |
| Shin Kyung-min 신경민  | As weekend main anchor: April 17, 1993—September 10, 1994 As weekday main anchor: March 24, 2008—April 13, 2009                                  | He served as a member of the 20th National Assembly under the Democratic Party of Korea. He is currently a political commentator. |
| Kwon Soon-pyo 권순표   | April 27, 2009—April 2, 2010 | He is currently the anchor for its newscast News Exhibit. |
| Park Yong-chan 박용찬  | As weekend main anchor: June 29, 2013—November 17, 2013 As weekday main anchor: May 12, 2014—November 6, 2015                                    | |
| Lee Sang-hyun 이상현   | November 9, 2015—December 7, 2017 | |
| Kim Soo-ji 김수지      | As weekend sub-anchor: August 19, 2017—December 3, 2017 As weekday main anchor: December 8, 2017—December 22, 2017                               | She also served as anchor for News Today. |
| Park Sung-ho 박성호    | December 26, 2017—July 13, 2018 | He is currently a correspondent based in Washington. |
| Wang Jong-myung 왕종명 | As weekend main anchor: May 7, 2009—October 31, 2010 As weekday main anchor: July 16, 2018—present                                               | He has a thick voice and a serious tone when reporting or anchoring, but when fellow anchor Lee Jae-eun features him on vlogs in their YouTube channel Don't You Do News? (뉴스안하니), he is the total opposite.                              |

| Tên                 | Khoảng thời gian | Ghi chú |
| ------------------- | --- | --- |
| Baek Ji-yeon 백지연 | May 9, 1988—September 4, 1992 April 12, 1993—September 16, 1994 October 2, 1995—August 9, 1996                                          | |
| Kim Eun-hye 김은혜  | April 26, 1999—October 27, 2000 | She was the first reporter to become sub-anchor, and is currently a member of the National Assembly, representing the city of Seongnam in Gyeonggi under the People Power Party. |
| Park Hye-jin 박혜진 | As weekend sub-anchor: October 9, 2004—February 26, 2006 As weekday sub-anchor: March 6, 2006—April 24, 2009                            | She currently is a freelance announcer. Her most recent stint was during MBC's election coverage for the 2020 South Korean legislative election.                                 |
| Kim So-young 김소영 | As weekend sub-anchor: March 23, 2013—November 17, 2013 As weekday sub-anchor: November 18, 2013—May 9, 2014                            | |
| Bae Hyun-jin 배현진 | As weekend sub-anchor: June 12, 2010—April 3, 2011 As weekday sub-anchor: April 8, 2011—November 15, 2013 May 12, 2014—December 7, 2017 | She is currently a member of the National Assembly, representing the Songpa district in Seoul under the People Power Party.                                                      |
| Son Jung-eun 손정은 | As weekend sub-anchor: March 29, 2008—May 23, 2010 As weekday sub-anchor: December 26, 2017—July 13, 2018                               | |
| Lee Jae-eun 이재은  | July 16, 2018—present | |

### Cuối tuần
| Tên                    | Khoảng thời gian                                                                                            | Ghi chú |
| ---------------------- | --- | --- |
| Cha In-tae 손석희      | January 3, 1986—May 27, 1989                                                                                | |
| Sohn Suk-hee 손석희    | February 15, 1987—April 16, 1989 October 26. 1991—May 17, 1992                                              | He is currently co-CEO at JTBC and previously headed the network's news organization, as well as an anchoring stint at its flagship newscast JTBC Newsroom.                   |
| Goo Bon-hong 구본홍    | September 2, 1989—October 29, 1989                                                                          | |
| Kim Dong-jin 김동진    | November 4, 1989—November 18, 1989                                                                          | |
| Lee Sang-yeol 이상열   | November 25, 1989—May 17, 1992                                                                              | |
| Jung Gil-yong 정길용   | May 23. 1992—April 9, 1993                                                                                  | |
| Jung Dong-young 정동영 | September 11, 1994—January 7, 1996                                                                          | |
| Cho Jung-min 조정민    | January 13. 1996—November 10, 1996                                                                          | |
| Park Kwang-on 박광온   | May 13, 2000—January 13, 2002                                                                               | He's currently a member of the National Assembly, representing the city of Suwon in Gyeonggi Province under the Democratic Party.                                             |
| Kim Se-yong 김세용     | January 19, 2002—April 27, 2003 March 29, 2008—April 26, 2009                                               | He is currently the head of MBC's Wonju bureau. |
| Kim Sang-soo 김상수    | May 3, 2003—October 5, 2003                                                                                 | |
| Yeon Bo-heum 연보흠    | March 19, 2005—March 11, 2007                                                                               | |
| Kim Joo-ha 김주하      | As weekday sub-anchor: October 30, 2000—March 3, 2006 As weekend main anchor: March 17, 2007—March 23, 2008 | She is the first woman to anchor the newscast by herself, setting a precedent for women to become main anchors of their respective newscasts (i.e. KBS News 9's Lee So-jung). |
| Choi Il-gu 최일구      | October 11, 2003—March 13, 2005 November 6, 2010—February 19, 2012                                          | He left the newscast and his press director position to participate in the 2012 MBC general strike. He is currently the weekend anchor for MBN Comprehensive News.            |
| Kim Chang-wook 김창옥  | February 25, 2012—March 18, 2012 April 14, 2012—May 6, 2012                                                 | This was during the 2012 MBC general strike. |
| Kim Sang-woon 김상운   | March 24, 2012—April 8, 2012                                                                                | This was during the 2012 MBC general strike. |
| Jung Yeon-kook 정연국  | May 12, 2012—June 10, 2012                                                                                  | This was during the 2012 MBC general strike. |
| Choi Dae-hyun 최대현   | June 16, 2012—October 7, 2012                                                                               | |
| Shin Dong-ho 신동호    | October 13, 2012—June 23, 2013                                                                              | |
| Do In-tae 도인태       | November 23, 2013—May 11, 2014                                                                              | |
| Lee Joon-hee 이준희    | December 17, 2017—June 11, 2017                                                                             | |
| Cheon Hyun-woo 천현우  | June 17, 2017—December 3, 2017                                                                              | |
| Uhm Joo-won 엄주원     | December 9, 2017—December 25, 2017                                                                          | |
| Kim Soo-jin 김수진     | December 30, 2017—July 21, 2019                                                                             | She was the second woman to host the newscast by herself after Kim Joo-ha. |
| Kim Kyung-ho 김경호    | July 27, 2019—present                                                                                       | |

| Tên                    | Khoảng thời gian | Ghi chú                                                                                  |
| ---------------------- | --- | ---------------------------------------------------------------------------------------- |
| Kim Eun-joo 김은주     | As weekday sub-anchor: May 9, 1988—September 4, 1992 April 12, 1993—September 16, 1994 October 2, 1995—August 9, 1996 As weekend sub-anchor: May 12, 1991—September 6, 1992 September 24, 1994—August 4, 1996 April 25, 1998—September 20, 1998 |                                                                                          |
| Choi Yul-mi 최율미     | September 12, 1992—April 11, 1993 November 16, 1996—August 24, 1997 January 8, 2000—July 7, 2002 |                                                                                          |
| Jung Hye-jung 정혜정   | As weekday sub-anchor: September 19, 1994—September 29, 1995 September 22, 1997—April 23, 1999 As weekend sub-anchor: April 17, 1993—September 18, 1994 July 13, 2002—October 5, 2003                                                           |                                                                                          |
| Lee Joo-yeon 이주연    | August 10, 1996—November 10, 1996 |                                                                                          |
| Kim Ji-eun 김지은      | As weekday sub-anchor: September 7, 1992—April 9, 1993 November 11, 1996—September 19, 1997 As weekend sub-anchor: August 30, 1997—October 5, 1997                                                                                              |                                                                                          |
| Park Na-rim 박나림     | October 11, 1997—April 19, 1998 |                                                                                          |
| Park Young-sun 박영선  | September 26, 1998—December 26, 1999 | She is currently the Minister of SMEs and Startups under the Moon Jae-in administration. |
| Choi Yoon-young 최윤영 | October 11, 2003—October 3, 2004 |                                                                                          |
| Seo Hyun-jin 서현진    | March 4, 2006—March 11, 2007 |                                                                                          |
| Moon Ji-ae 문지애      | April 9, 2011—January 22, 2012 |                                                                                          |
| Yang Seung-eun 양승은  | May 12, 2012—March 17, 2013 |                                                                                          |
| Lee Jung-min 이정민    | As weekday sub-anchor: April 27, 2009 – April 7, 2011 As weekend sub-anchor: May 17, 2014—December 11, 2016 | She is currently the deputy general manager for MBC's announcer bureau.                  |
| Jung Da-hee 정다희     | December 17, 2016—June 11, 2017 |                                                                                          |
| Park Yeon-kyung 박연경 | June 17, 2017—August 13, 2017 |                                                                                          |
| Kang Da-som 강다솜     | November 23, 2013—May 11, 2014 July 27, 2019—June 28, 2020 | She is currently doing segments for 14F, one of MBC's YouTube channels.                  |
| Kim Cho-rong 김초롱    | July 4, 2020—present |                                                                                          |